# Systenotheca vortreidei
Systenotheca es un género monotípico de plantas pertenecientes a la familia Polygonaceae.  Su única especie: Systenotheca vortreidei, es originaria de Estados Unidos en California.

## Descripción
Son plantas que alcanzan un tamaño de 0,2-1,5 × 0,2-1 cm de altura. Las láminas de las hojas de 2-5 × (0.4-) 0,5-1 cm. Involucros de 2,5-4 mm. Pedicelos de 1 mm (bisexuales) o menos de 0,3 mm (pistiladas). Flores: perianto de la flor distal son rosadas a rosas, de 1-1.5 mm; perianto de la flor proximal blanco, 2-2.5 mm; filamentos de 2-3 mm; anteras 0,2-0,3 mm. Aquenios 2-2,5 mm. Tiene un número de cromosomas de 2n = 38, 40.

## Hábitat
Se encuentra en pisos de arena y pistas de comunidades de chaparral en bosques de pino-encino.

## Taxonomía
Systenotheca vortreidei fue descrito por (Brandegee) Reveal & Hardham y publicado en Phytologia 66(2): 85. 1989.
Sinonimia
- Centrostegia vortriedei (Brandegee) Goodman
- Chorizanthe vortriedei Brandegee